# أليكس هاماليانين
أليكس هاماليانين (بالفنلندية: Alex Hämäläinen)‏ هو سياسي فنلندي، ولد في 20 يوليو 1894، وتوفي في 28 أغسطس 1943. انتخب عضو برلمان فنلندا ‏.